# Humberto Selvetti
Humberto Selvetti (ur. 31 marca 1932 w Colón, zm. 26 kwietnia 1992 w Wilde) – argentyński ciężarowiec, brązowy medalista olimpijski z igrzysk olimpijskich w Helsinkach  w kategorii + 90 kg, srebrny medalista olimpijski z igrzysk olimpijskich w Melbourne. Dwukrotnie zdobywał także medale mistrzostw świata. W 1953 roku zdobył brązowy medal mistrzostw świata w Sztokholmie w kategorii +90 kg. Cztery lata później został wicemistrzem świata w tej samej kategorii na mistrzostwach świata w Teheranie. W pierwszej połowie lat 60. Selvetii zagrał w kilku argentyńskich komediach.